# Saint-Médard-la-Garénie
Cet article court présente un sujet plus développé dans : Le Bourg et Issepts.
Ancienne commune du Lot, la commune de Saint-Médard-la-Garénie a été supprimée en 1825. Son territoire a été partagé entre les communes actuelles du Bourg au nord et d'Issepts au sud.